# Thomas Clarke
Thomas James Clarke (irsky Tomás Ó Cléirigh; 11. března 1857 – 3. května 1916) byl irský politik, jeden z vůdců velikonočního povstání v roce 1916.
Clarke se na britském ostrově Wight. Jeho otec byl seržant v britské armádě. Krátce po jeho narození se rodina přestěhovala do Dungannonu v Severním Irsku. V 18 letech Clarke vstoupil do Irského republikánského bratrstva. V roce 1883 se podílel na pokusu IRB vyhodit do povětří London Bridge, za což byl odsouzen k 15 letům vězení. Po propuštění v roce 1898 emigroval do USA, odkud se v roce 1907 vrátil do Irska a otevřel si obchod s tabákem v Dublinu. V roce 1916 byl jedním z vůdců velikonočního povstání a jako jediný vůdce povstání se nepřipojil k Irským dobrovolníkům. Odsouzen k smrti byl 29. dubna 1916, rozsudek byl vykonán o několik dní později.